# Suntech Power
Suntech Power Holdings Co., Ltd. (en chino, 尚德; pinyin, Shàngdé) (NYSE: STP) es un productor de paneles fotovoltaicos, con una capacidad de producción anual de 2.000 MW a finales de 2011. Con oficinas o centros de producción en todos los mercados importantes, Suntech ha suministrado más de 13.000.000 de módulos solares a miles de compañías en más de 80 países del mundo. Como centro neurálgico de sus operaciones globales, la sede de Suntech en Wuxi (China), está dotada de la mayor fachada fotovoltaica integrada en un edificio.

## Operaciones globales
Suntech Power tiene oficinas en China, Australia, Estados Unidos, Suiza, España, Italia, Alemania, Japón y Dubái, así como factorías en Wuxi, Luoyang, Qinghai, Shanghái, Alemania, Japón y en Goodyear (Arizona, Estados Unidos).
Suntech America tiene sede en San Francisco, California, y la compañía tiene previsto comenzar la producción de módulos en Phoenix, Arizona en 2010.

## Instalaciones
Suntech Power ha proporcionado o instalado módulos fotovoltaicos para numerosas plantas solares en todo el mundo. Entre las más notables se encuentran:
- Sede de Clif Bar
- The Wharf, sede de la compañía teatral de Sídney (Sídney, Australia)
- Alamosa Power Plant (Colorado, Estados Unidos)
- Universidad estatal de Arizona (Arizona, Estados Unidos)
- Estadio Nacional de Pekín (Pekín, China)
- Parque solar La Magascona (Trujillo, España)
- Masdar City Solar Farm (Abu Dhabi, Emiratos Árabes Unidos)
- Nellis Air Force Base (Nevada, Estados Unidos)
- Expo 2010 Shanghái (Shanghái, China)
- Ketura Sun (Kibbutz Ketura, Israel)